# الدوري السويدي الدرجة الثانية 1980
الدوري السويدي الدرجة الثانية 1980 (بالسويدية: Division II i fotboll 1980)‏ هو موسم من الدوري السويدي الدرجة الثانية. فاز فيه أيك سولنا.